# Ufa (Stadt)
Ufa (russisch Уфа́; baschkirisch Өфө, Öfö; tatarisch Уфа, Ufa) ist die Hauptstadt der Republik Baschkortostan in Russland. Die Stadt hat 1.062.319 Einwohner (Stand 14. Oktober 2010); davon sind 54,2 % Russen, 27 % Tataren, 11,3 % Baschkiren, 2,6 % Ukrainer, 1,1 % Tschuwaschen, 1 % Mari und der Rest Angehörige vieler weiterer kleiner Minderheiten (Stand 2002).

## Geografie
Die Stadt Ufa liegt an der Mündung der Flüsse Ufa und Djoma in die Belaja (Agidel), etwa 100 Kilometer westlich des Ural. Die Stadt zieht sich in einer Länge von ca. 50 km von Südwest nach Nordost und nimmt eine Fläche von 753,7 km² ein. Die Zeitzone Ufas ist GMT+0500 oder CET+0400 (Mitteleuropäische Zeit +4 Stunden). Seit 2011 wird die Sommerzeit nicht mehr zurückgestellt.
Ufa gilt als der Bevölkerungsmittelpunkt Russlands.

## Verwaltung

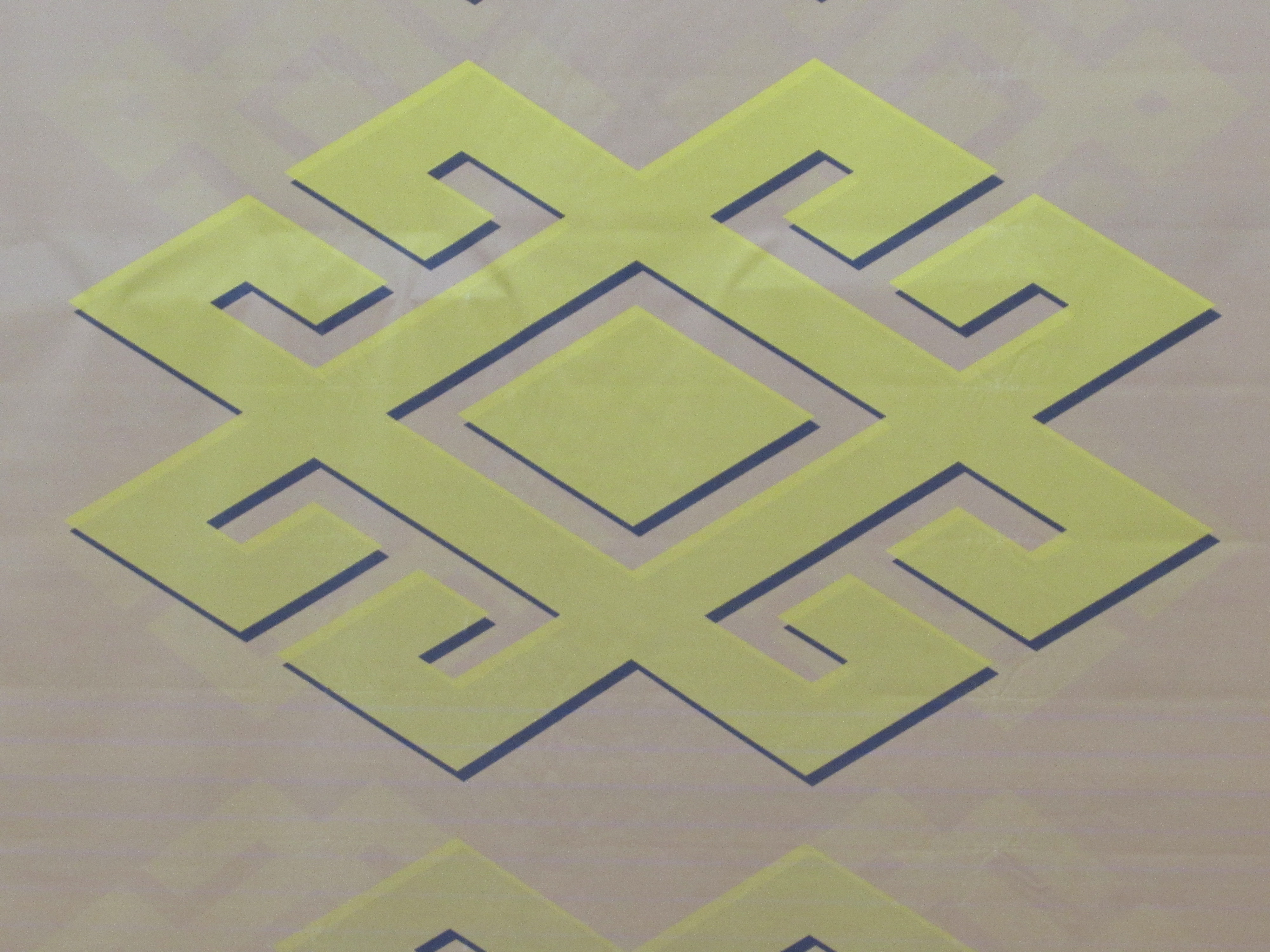
Kultur-Wappen der Finanzuniversität Ufa.

Die Stadt Ufa wird in sieben Stadtrajons eingeteilt (Einwohner 2010):
- Djomski (Дёмский, 55.230)
- Kalininski (Калининский, 195.818)
- Kirowski (Кировский, 130.880)
- Leninski (Ленинский, 76.288)
- Oktjabrski (Октябрьский, 229.270)
- Ordschonikidsewski (Орджоникидзевский, 176.877)
- Sowetski (Советский, 166.449)

Dazu kommen der Stadtverwaltung unterstellte ländliche Siedlungen mit zusammen 7.288 Einwohnern, sodass die Gesamtbevölkerungszahl des Stadtkreises Ufa 1.038.100 beträgt.

## Klima
Ufa befindet sich in der Zone der gemäßigten nördlichen Waldsteppen. Das Klima ist kontinental und humid mit warmen Sommern und mäßig kalten Wintern. Die mittlere Temperatur im Januar beträgt −14,6 °C, die minimale −40 °C; im Juli beträgt die mittlere Temperatur 19,0 °C, die Höchsttemperatur 40 °C. Der Jahresdurchschnitt des Niederschlags beträgt 419 Millimeter, die Jahresdurchschnittstemperatur 2,5 °C.
|                       | Jan   | Feb   | Mär   | Apr  | Mai  | Jun  | Jul  | Aug  | Sep  | Okt  | Nov  | Dez   |   |      |
| Mittl. Tagesmax. (°C) | −10,4 | −8,0  | −0,6  | 10,5 | 20,1 | 23,8 | 25,5 | 22,9 | 17,1 | 7,0  | −1,2 | −7,0  | ⌀ | 8,4  |
| Mittl. Tagesmin. (°C) | −19,5 | −18,6 | −11,2 | −0,4 | 6,7  | 11,2 | 13,5 | 10,7 | 6,1  | −0,4 | −7,5 | −15,0 | ⌀ | −2   |
|                       |       |       |       |      |      |      |      |      |      |      |      |       |   |      |
| Niederschlag (mm)     | 40    | 32    | 27    | 37   | 38   | 61   | 63   | 58   | 53   | 60   | 54   | 46    | Σ | 569  |
|                       |       |       |       |      |      |      |      |      |      |      |      |       |   |      |
| Sonnenstunden (h/d)   | 1,9   | 3,8   | 4,2   | 7,5  | 8,0  | 9,4  | 8,5  | 9,5  | 5,7  | 3,1  | 2,0  | 1,7   | ⌀ | 5,4  |
|                       |       |       |       |      |      |      |      |      |      |      |      |       |   |      |
| Regentage (d)         | 11    | 8     | 7     | 7    | 7    | 9    | 9    | 9    | 9    | 11   | 11   | 11    | Σ | 109  |
|                       |       |       |       |      |      |      |      |      |      |      |      |       |   |      |
| Luftfeuchtigkeit (%)  | 82    | 80    | 79    | 71   | 59   | 66   | 71   | 73   | 75   | 82   | 85   | 83    | ⌀ | 75,5 |

| −19,5 |

| −18,6 |

| −11,2 |

| −0,4 |

| 6,7 |

| 11,2 |

| 13,5 |

| 10,7 |

| 6,1 |

| −0,4 |

| −7,5 |

| −15,0 |

| −19,5 |

| −18,6 |

| −11,2 |

| −0,4 |

| 6,7 |

| 11,2 |

| 13,5 |

| 10,7 |

| 6,1 |

| −0,4 |

| −7,5 |

| −15,0 |

## Geschichte und wirtschaftliche Entwicklung
Die Baschkiren besiedelten den südlichen Teil der Uralberge bereits vor dem Beginn der russischen Expansion Richtung Sibirien. Eine baschkirische Siedlung am Standort der heutigen Millionenstadt existierte vermutlich bereits im Mittelalter.

### Frühe Neuzeit
Die eigentliche Geschichte von Ufa beginnt aber erst mit dem Bau einer russischen Festung 1574. Damit sollte nach dem Anschluss der Baschkirischen Gebiete die Südostgrenze Russlands gesichert werden. Aus historischen Dokumenten geht hervor, dass nach der Unterwerfung des Kasaner Khanats Botschafter im Namen Iwans IV. in dieses Gebiet gesandt wurden, um ihnen den Beitritt zur russischen Obrigkeit nahezulegen. Im Zeitraum von 1554 bis 1557 erfolgte der freiwillige Beitritt aller baschkirischen Stämme in den Staatenbund Russlands. Da sie jedoch weiterhin von Überfällen kriegerischer Nomaden geplagt wurden und es im gesamten Gebiet keine Städte oder militärischen Anlagen gab, errichtete 1574 eine Division des russischen Schützenkorps an der Mündung des Flusses Ufa in die Belaja nahe der alten Kasaner Handelsstraße eine kleine Befestigung aus Eichenholz, die Festung Ufa. Zu jener Zeit war dies die östlichste Stadt im heutigen Russland – bis hin zum Stillen Ozean. Ein 440 Meter langer Eichenholzwall umgab die kleine Festung, daher stammt auch ihr damaliger Spitzname, die „Eichenstadt“. Die Siedlung erhielt 1579 eine Steinkirche und im Jahr 1586 wurde Ufa das Stadtrecht verliehen. Die Stadt wurde in der Folgezeit mehrmals von in der Nähe ansässigen Steppenvölkern angegriffen, konnte aber erfolgreich verteidigt werden.
Im Jahr 1635 wurde die Stadt durch Truppen der sibirischen Fürsten Tjawka und Ablai belagert, welche aber in die Flucht geschlagen werden konnten. Während des 17. Jahrhunderts blieb Ufa eine wichtige Festungs- und Handelsstadt an der Grenze zu Sibirien. Zugleich wandelte sich die Stadt im 17. und 18. Jahrhundert schrittweise von einer militärischen Festung in das politische und wirtschaftliche Zentrum der Region. Politisch gehörte die Stadt ab 1708 zum Kasaner Gouvernement. Ab 1728 war Ufa Hauptstadt der Ufaer Provinz, die unmittelbar dem Senat unterstand. Von 1744 gehörte die Stadt zum Gouvernement Orenburg, dadurch sank die Bedeutung Ufas als Verwaltungszentrum Baschkiriens. Am 23. Mai 1759 wurde in der Stadt durch Blitzschlag ein Feuer ausgelöst, das die Holzfestung und weite Teile der Stadt zerstörte. Die wiedererrichteten Befestigungsanlagen blieben bis zum Pugatschow-Aufstand (1773–1775) erhalten, dem die Stadt lange standhielt. Seit 1772 beherbergte das Rathaus den Stadtrat zur Selbstverwaltung der Stadt. Elf Jahre später, im Dezember 1781, wurde Ufa Hauptstadt der neuen Ufaer Provinz, bevor es 1796 wiederum zum Orenburger Gouvernement kam. Ufa war seit Ende des 18. Jahrhunderts Sitz der muslimischen „Geistlichen Versammlung“ für den südlichen Ural und eines vom Zaren ernannten Muftis.

### 19. Jahrhundert

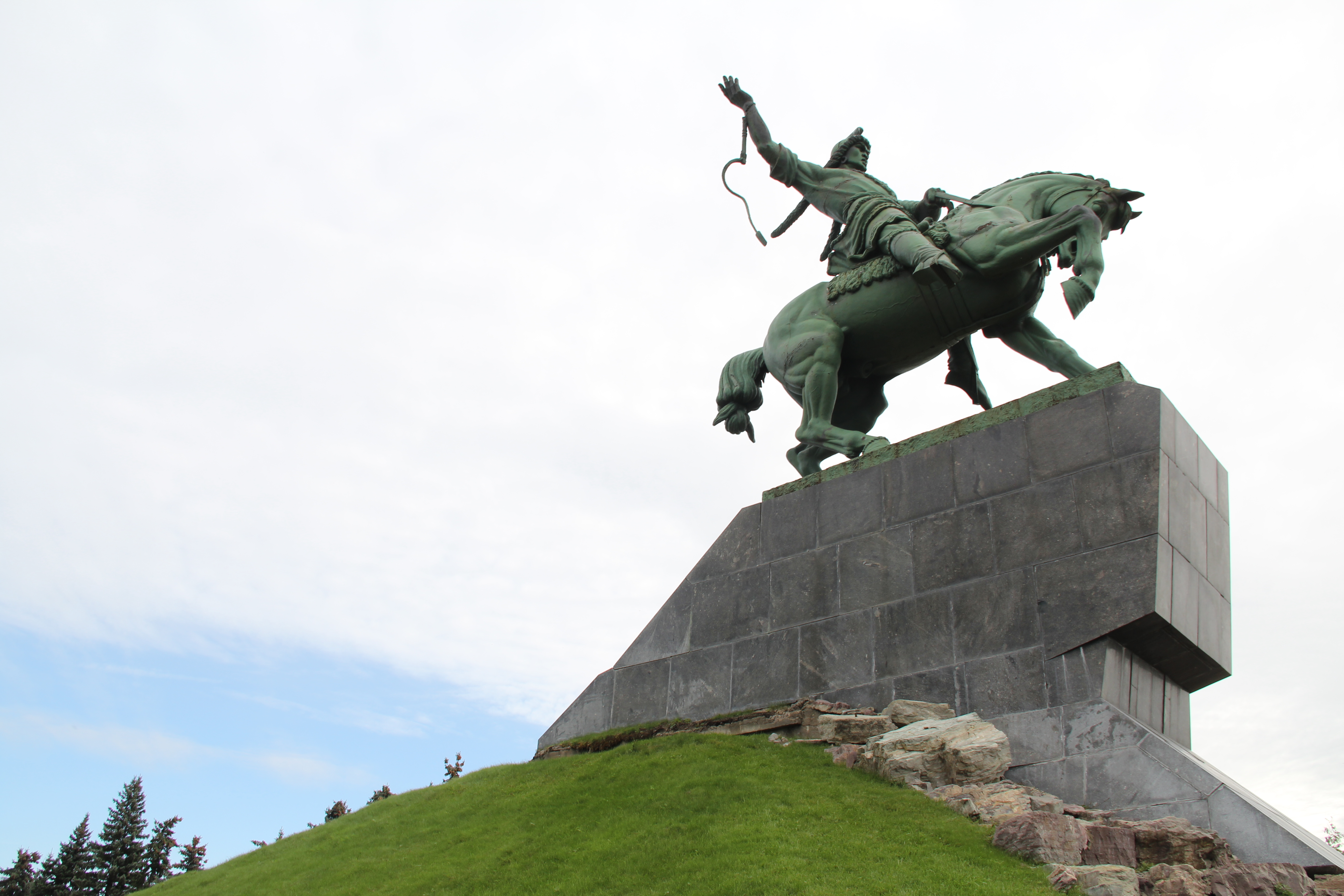
Reiterstandbild Salawat Julajews. Ufa Baschkortostan

Seit 1802 war Ufa Gouvernementsstadt mit zeitweiliger Residenz des Gouverneurs und seiner Verwaltungseinrichtungen. 1819 wurde die Stadt großflächig erweitert. Es entstanden gerade verhältnismäßig breite Straßen und offene Plätze. Im Jahr 1865 wurde Ufa per Dekret des Zaren Alexander II. zur Hauptstadt des Gouvernements Ufa mit sechs Kreisen erhoben.
Die Soldaten- und Beamtenstadt, die zugleich einen bedeutenden Verkehrsknotenpunkt bildete, entwickelte sich nun zu einem industriellen Zentrum. Mitte des 19. Jahrhunderts existierten bereits etwa ein Dutzend Gerberbetriebe und einige Anlegestellen am Fluss. Bedeutend für die weitere Entwicklung war die Einführung der regulären Schifffahrt. Nach der Schiffbarmachung des Flusses Belaja (1857/58) entstanden so ab 1870 Verbindungen nach Kasan und Nischni Nowgorod. Ufa wurde zum größten Hafen der Uralregion. Ab 1885 erfolgte der Anschluss an das Netz der russischen Eisenbahn, deren Hauptwerkstätten und -depots in Ufa errichtet wurden. Es folgte die Eröffnung der Kasan-Zlatouster Eisenbahn 1888 bis 1892. In der Stadt entstanden Dampfmühlen, Sägewerke, Eisenbahn- und Schiffsreparaturwerkstätten. Ende des 19. Jahrhunderts gab es in Ufa rund 30 Fabriken: lebensmittel-, leder-, silikat- und holzverarbeitende Betriebe. Zudem wurde Ufa ein bedeutender Ort im Fleisch- und Teigwarenhandel.

### 20. Jahrhundert
1917/1918 war Ufa kurzzeitig Sitz einer muslimischen Nationalversammlung sowie im September 1918 einer Provisorischen Regierung, die die Autorität für Gesamtrussland einforderte und sich gegen die Bolschewisten konstituierte. Trotz wiederholter Vorstöße der Roten Armee blieb Ufa bis Ende 1919 unter dem Einfluss verschiedener weißer Gruppierungen und der baschkirischen Nationalbewegung.

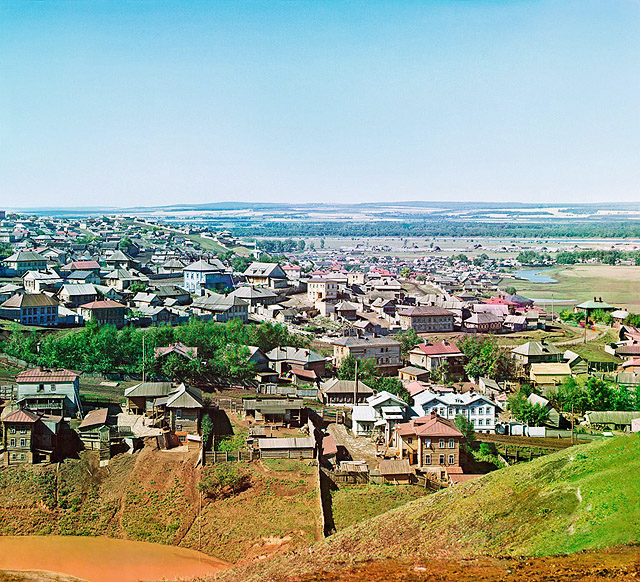
Ufa im Jahr 1910

Hauptstadt war Ufa auch für die Baschkirische Autonome Sozialistische Sowjetrepublik BASSR (seit 1922). In den folgenden Jahren wurde im Zuge des ersten Fünfjahresplans eine Motorenfabrik und die erste TEZ (Fernelektrizitätswerk) gebaut, und 1939 wurde der erste erdölverarbeitende Betrieb Ufas eröffnet. In den 1920er- und 1930er-Jahren entwickelte sich die Stadt weiter. Die industrielle Produktion stieg in diesem Zeitraum auf das 16fache. Das Ufaer Industriekombinat, bestehend aus einer Streichholz- und einer Glühbirnenfabrik, einem Sägewerk und einer Großgerberei, wurde gebaut. Hinzu kamen weitere Betriebe im Bereich der Lebensmittel- und der leichten Industrie. Während des Zweiten Weltkrieges wurden etwa ein Dutzend industrieller Großbetriebe, viele Behörden und eine Reihe von wissenschaftlichen Instituten nach Ufa evakuiert, so auch auf Anordnung Stalins die Kommunistische Internationale (Komintern). Infolgedessen lebten während des Krieges unter anderem Fritz Lange, Fritz Erpenbeck, Hedda Zinner, Otto Winzer, Willhelm Pieck, Johann Koplenig und Hilde Koplenig, Dolores Ibárruri, Ana Pauker, Palmiro Togliatti, Maurice Thorez, Klement Gottwald, Mátyás Rákosi und Wassil Kolarow zeitweilig in Ufa. In Ufa bestand das Kriegsgefangenenlager 319 für deutsche Kriegsgefangene des Zweiten Weltkriegs.

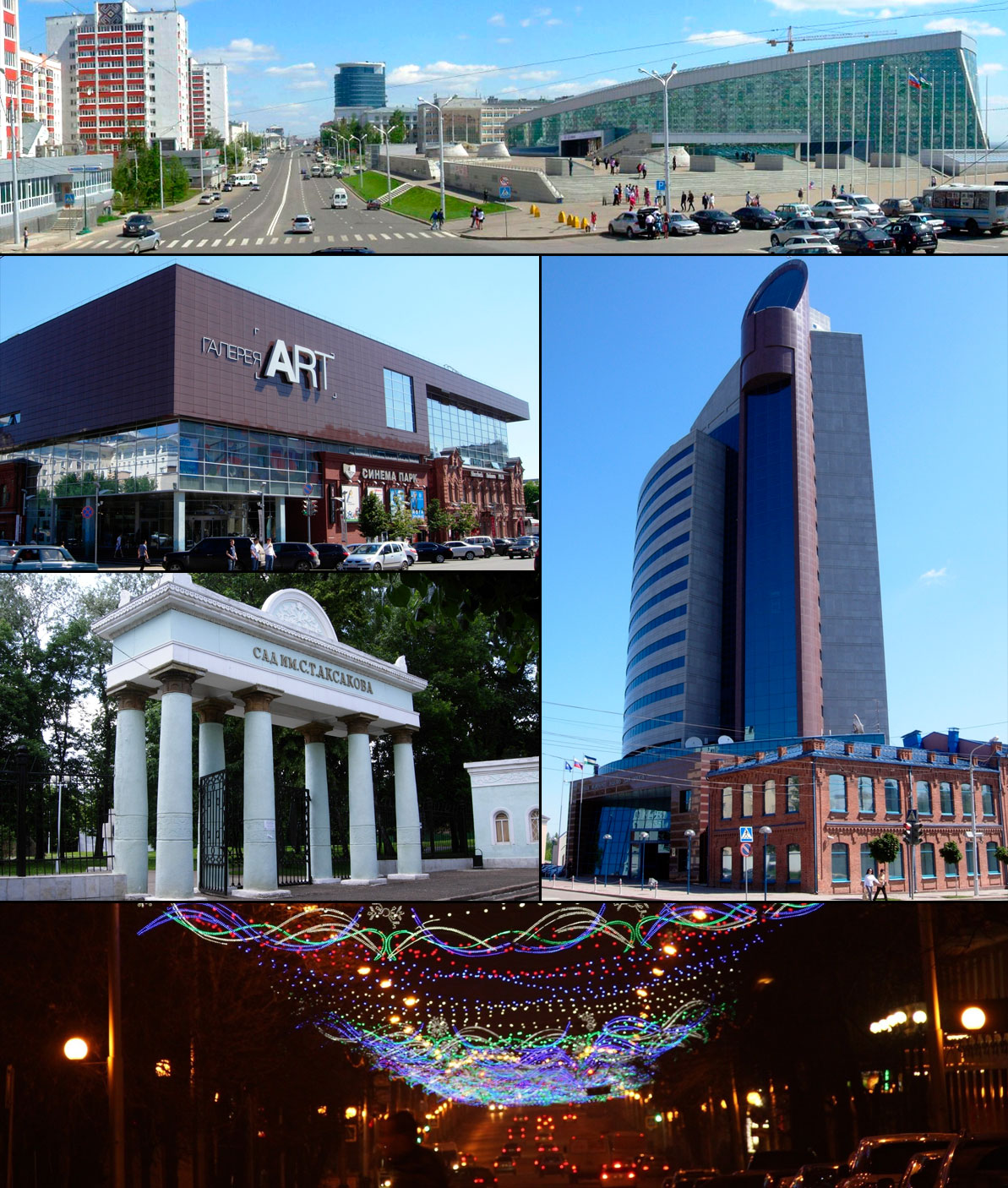
Ufa 2015

In der Nachkriegszeit spielte die Ausbeutung und Verarbeitung der Erdölvorkommen Baschkiriens die größte Rolle in der Ufaer Wirtschaft. Die „Neu-Ufaer Ölverarbeitung“ wurde in den 1950er-Jahren eröffnet. Der dritte erdölverarbeitende Betrieb folgte bald darauf. Daneben fassten auch die chemische und die Maschinenbauindustrie in der Stadt Fuß, unter anderem wurden in Ufa die modernen ohc-Motoren für den Moskwitsch-412 produziert. Auf Beschluss des Sowjet der BASSR wurde der Stadt Ufa am 24. Juli 1956 die Stadt Tschernikowsk im Norden Ufas als Stadtteil Ordschonikidse eingegliedert.
Seit 1991 ist Ufa Hauptstadt der damals entstandenen Republik Baschkortostan.

### 21. Jahrhundert
Internationale Bekanntheit erlangte die Stadt, als 2002 bei der Kollision einer Tupolew Tu-154 der Bashkirian Airlines und einer Boeing 757 über dem Bodensee bei Überlingen am 1. Juli vor allem aus Ufa stammende Passagiere, darunter 49 Kinder und Jugendliche, starben.
2015 fand in Ufa ein Dreifachgipfel der BRICS-Staaten, der Eurasischen Union und der Shanghaier Organisation für Zusammenarbeit statt.

### Bevölkerungsentwicklung
| Jahr | Einwohner |
| ---- | --------- |
| 1897 | 49.275    |
| 1939 | 250.011   |
| 1959 | 546.878   |
| 1970 | 770.905   |
| 1979 | 969.289   |
| 1989 | 1.082.052 |
| 2002 | 1.042.437 |
| 2010 | 1.062.319 |

Anmerkung: Volkszählungsdaten 
Die Baschkiren, Titularnation der Autonomen Republik Baschkortostan, bilden heute nach Russen und Tataren in der Stadt nur die drittgrößte ethnische Gruppe. Dennoch sind alle öffentlichen Einrichtungen, Straßen und viele Geschäfte zweisprachig beschildert.

## Religion

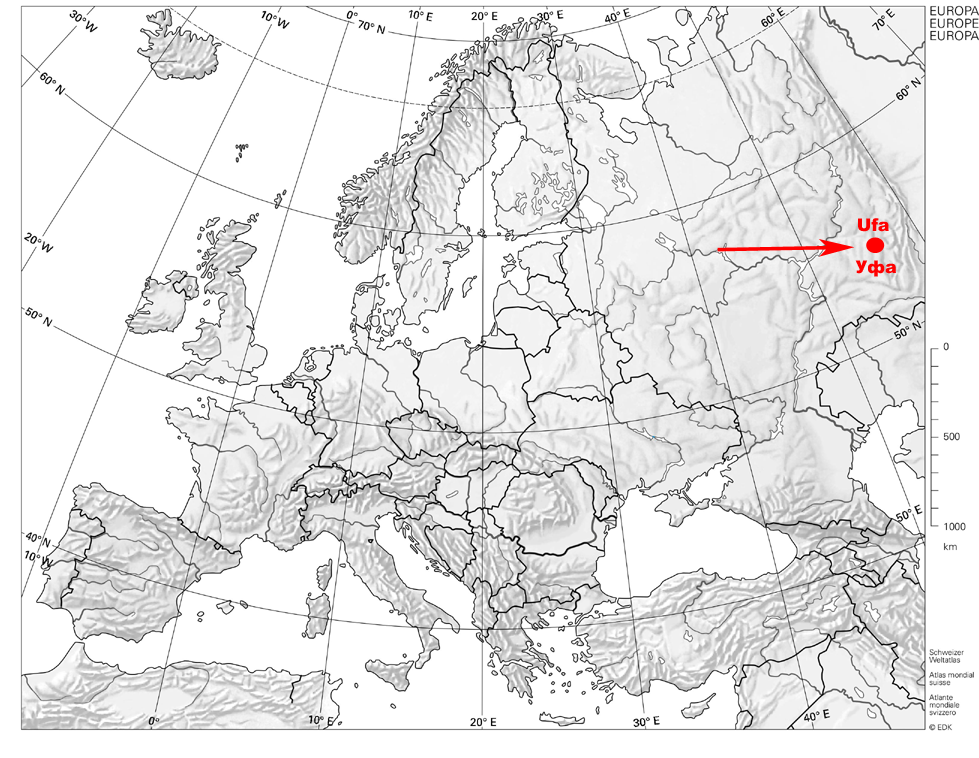
Die Lage Ufas in Europa

Vorherrschende Religionen sind das Christentum. Die meisten von ihnen bekennen sich zur Russisch-Orthodoxen Kirche. Zudem gibt es eine Evangelisch-lutherische Gemeinde. 
In Ufa befindet sich der Sitz der Zentralen Geistlichen Verwaltung der Muslime Russlands, seit 1980 unter Großmufti Talgat Tadschuddin.

## Kultur und Sehenswürdigkeiten

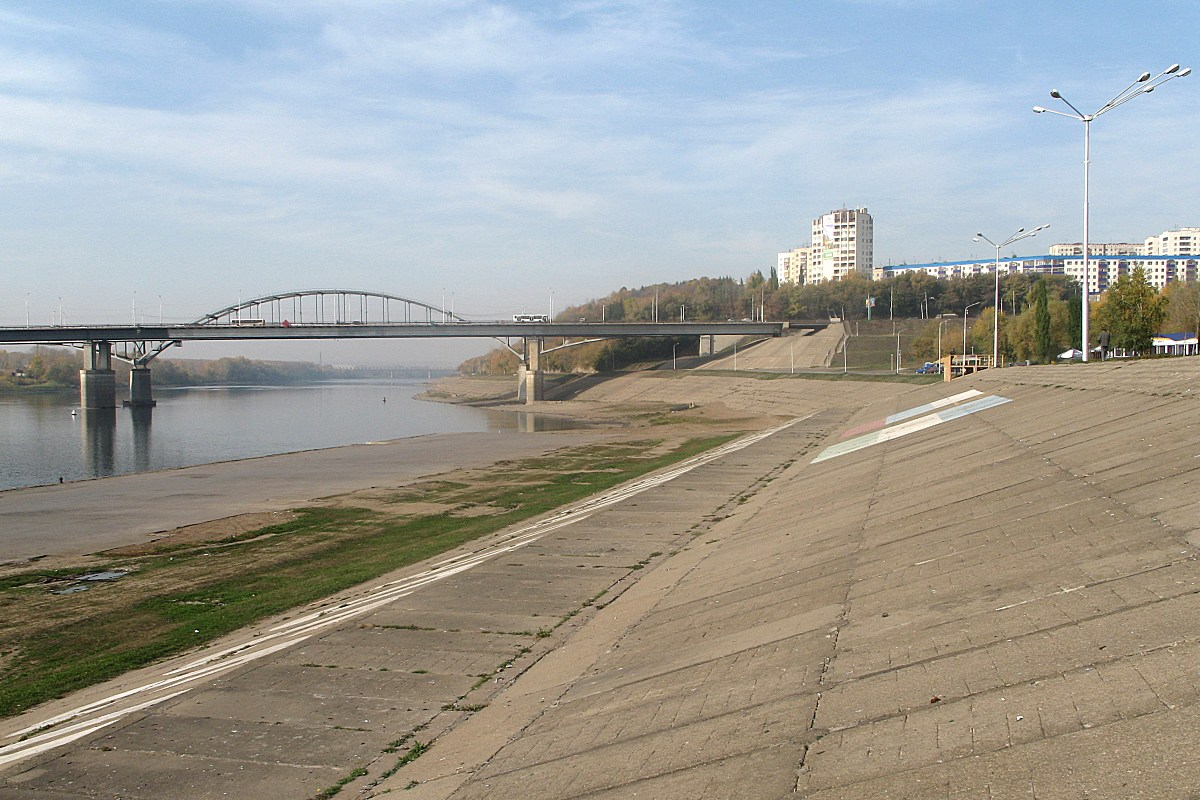
Der Fluss Belaja in Ufa

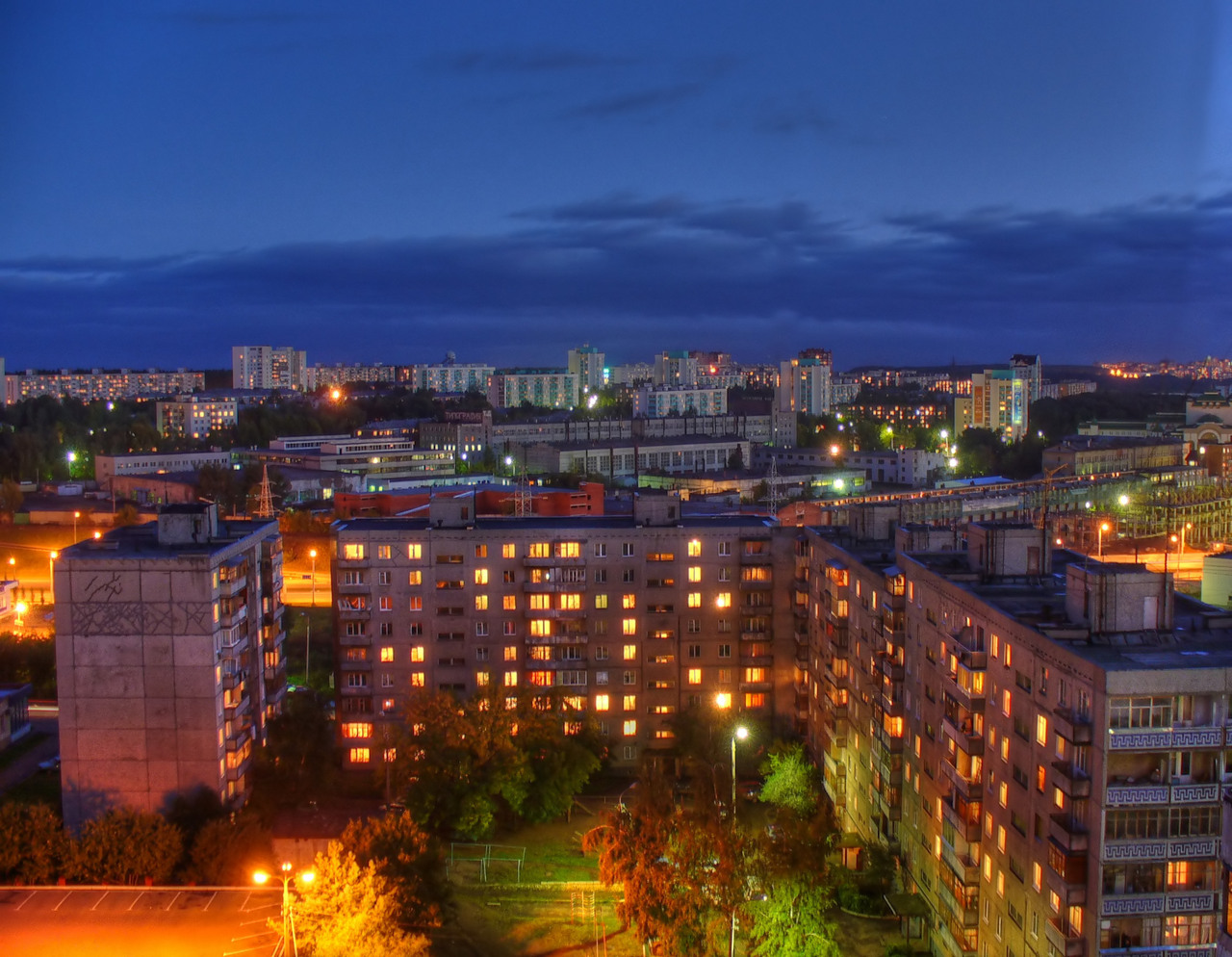
Ufa am Abend

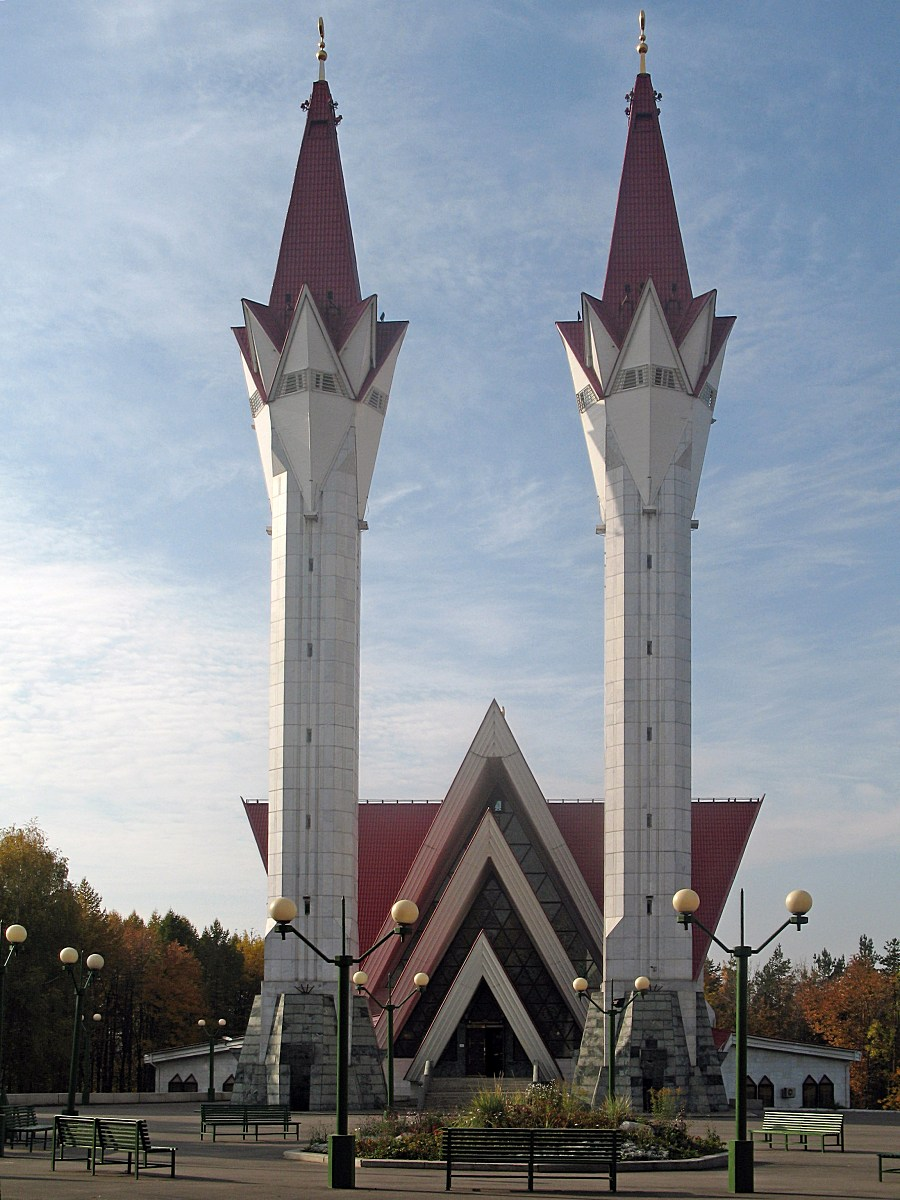
Die Moschee Ljalja-Tjulpan

In Ufa gibt es vielfältige kulturelle Einrichtungen. Sehenswürdigkeiten sind:
- das Denkmal Salawat Julajews über der Belaja, erbaut 1968, erneuert 2004[2]
- die Einkaufspassage „Gostiny Dvor“ im Stadtzentrum
- die neuerbaute Moschee „Ljalja-Tjulpan“ im Norden der Stadt
- das „Monument Druschby“ (Monument der Freundschaft zwischen Baschkiren und Russen), erbaut 1965
- das Baschkirische Staatstheater
- der Kulturpalast
- der Leninplatz am „Gorsowjet“ (Stadtrat) mit angrenzendem Park und Vergnügungszentrum
- der Jakutow-Park
- der Aksakow-Park
- das Denkmal für Ende 1936 dort ermordete 187 Katholiken am größten Friedhof
- Das Baschkirische Staatliche Opern- und Balletttheater

## Bildung
Ufa ist Universitätsstadt, außerdem gibt es Hochschulen.
Weiterführende Bildungseinrichtungen in Ufa sind:
- Baschkirische Akademie für Staatsdienst und Verwaltung bei dem Präsidenten der Republik Baschkirien
- Baschkirische Staatliche Agraruniversität
- Baschkirische Staatliche Medizinuniversität
- Baschkirische Staatliche Universität
- Baschkirische Staatliche Pädagogische Universität
- Fakultät des Allrussischen Ferninstituts für Finanzen und Ökonomie
- Fakultät Ufa der Staatlichen Akademie für Sport des Uralgebiets
- Filiale der Staatlichen Handelsuniversität Moskau
- Filiale der Orenburger Staatlichen Universität
- Filiale des Hauptstädtischen geisteswissenschaftlichen Instituts
- Filiale Ufa der Moskauer Universität für Verbraucherkooperation
- Juristisches Institut des Innenministeriums Russlands Ufa
- Ostinstitut für Ökonomie, Geisteswissenschaften, Betriebswirtschaft und Recht
- Staatliche Technische Erdöluniversität Ufa
- Staatliche Universität für Luftfahrt und Technik Ufa
- Staatliches Kunstinstitut Ufa
- Technologisches Serviceinstitut Ufa der Staatlichen Akademie für Konsum- und Dienstleistungen
- Filiale Ufa der Moskauer Universität für Finanzen

## Sport
Ufa ist durch die Eishockeymannschaft Salawat Julajew in der kontinentalen Hockey-Liga (KHL) vertreten. Der größte Erfolg des Teams ist die Meisterschaft 2010/2011. Die Heimspiele werden in der Ufa-Arena, die 2007 fertig gestellt wurde und bei Eishockeyspielen 8.500 Zuschauern Plätze bietet, ausgetragen. Die Arena war Austragungsort der beiden Auftaktspiele um die Super Series 2007 und neben dem Sportpalast Salawat Julajew Spielort der Eishockey-Weltmeisterschaft der U20-Junioren 2013. Auch das KHL All-Star Game 2017 wurde hier ausgerichtet. Im Fraueneishockey ist Ufa durch Agidel vertreten.
Im Fußball war Ufa während der Sowjetzeit durch den Verein FK Gastello Ufa in der dritten russischen Liga (sie galt und gilt auch als Profiliga) vertreten. In den 1990ern verschwand der Profifußball Ufas in der Versenkung. Vor einigen Jahren gelang jedoch dem Verein Neftjanik Ufa der Aufstieg in die dritte russische Liga. In der Ural-Wolga-Zone gehörte die Mannschaft zum oberen Drittel. Spielort war das Stroitel-Stadion mit einer Kapazität von 10.000 Zuschauern (allesamt Sitzplätze). 2010 wurde der neue Verein FK Ufa gegründet, der mittlerweile in die Premjer-Liga aufgestiegen ist.
Die Volleyball-Männer von Ural Ufa spielen in der russischen Superliga.
Ufa war Austragungsort der Biathlon-Europameisterschaften 2009 sowie der Sommerbiathlon-Weltmeisterschaften 2006 und 2012.
Im Eisstadion von Ufa fanden auch Finalläufe zur Eisspeedway-Weltmeisterschaft statt.

## Wirtschaft und Infrastruktur
Industriell ist Ufa durch die Erdölindustrie (Baschneft, Ufaneftechim) geprägt.
Aus dem Kombinat »Chimprom« gelangten im März 1990 giftige Chemikalien in die Ufa und von dort ins Trinkwasser der Stadt.

### Verkehrsknotenpunkt
Ufa ist ein Knotenpunkt wichtiger Transportwege: Die ursprüngliche Strecke der Transsibirischen Eisenbahn führt durch Ufa; hinzu kommt große Bedeutung auf der Straße (Autobahnen), auf den Flüssen (Frachtschifffahrt), im Luftverkehr (internationaler Flughafen Ufa im Süden der Stadt) und durch Pipelines für Gas und Erdöl. Autobahnen führen von hier aus in Richtung Kasan, Samara, Tscheljabinsk, Orenburg (R240). Vom südlichen und nördlichen zentralen Omnibusbahnhof aus fahren auch Linienbusverbindungen in die regionalen Zentren Baschkiriens und die näher gelegenen Föderationszentren. Der Flughafen wurde bereits 1938 eröffnet und ist neben den innerrussischen Flügen auch Ausgangs- und Zielort internationaler Linien unter anderem nach Istanbul, Baku und Sharjah.

### Stadtverkehr

Straßenbahnnetz von Ufa

Der Stadtverkehr läuft hauptsächlich in Nord-Süd-Richtung vom Stadtzentrum im Südwesten zum erst im 20. Jahrhundert dazugekommenen Stadtteil Tschernikowka (Stadtteil Ordschonikidse), der vorher die eigenständige Stadt Tschernikowsk bildete. Bereits seit 1937 gibt es in Ufa Straßenbahnen. Das Streckennetz ist nicht durchgängig, es besteht aus zwei Teilen: einen im Zentrum und einen in Tschernikowka. Die Spurweite beträgt 1524 mm. Zur Entlastung der Straßen wurde in den 1980er-Jahren eine Schnellstraße parallel zur Verkehrsachse Ufas, dem Oktoberprospekt (Prospekt Oktjabrja), gebaut. Seit den 1960er-Jahren wird der Bau einer U-Bahn in Ufa diskutiert. Nach teilweiser Erstellung der Metro Ufa wurden die Bauarbeiten 2005 wegen unzureichender und ungeklärter Finanzierung vorläufig eingestellt.

## Städtepartnerschaften
Die Stadt Ufa hat 1997 eine Städtepartnerschaft mit Halle (Saale) in Deutschland erneuert. Eine Partnerschaft der Baschkirischen ASSR mit dem Bezirk Halle bestand schon vor 1990. Als Zeichen der Verbundenheit stand ab 1971 eine Kopie des Lenindenkmals (M. F. Baburin, 1967) von Ufa am Gotthardsteich in Merseburg, wurde aber 1991 wieder entfernt. Seit vielen Jahren besteht zudem ein reger Austausch im Bereich Jugend- und soziale Arbeit zwischen Ufa und der deutschen Stadt Oberhausen.
Zudem bestehen Städtepartnerschaften zu der türkischen Hauptstadt Ankara, Las Piñas auf den Philippinen, der russischen Stadt Orenburg sowie der estnischen Stadt Paldiski.

## Söhne und Töchter der Stadt
Zu den Söhnen und Töchtern der Stadt Ufa gehören u. a. die Schriftsteller Sergei Aksakow (1791–1859) und Sergei Dowlatow (1941–1990), der weltberühmte Tänzer Rudolf Nurejew (1938–1993), Geiger Wladimir Spiwakow (* 1944), die Stellvertretende Ministerpräsidentin der Republik Tatarstan Silja Walejewa (* 1952), Boxer und Europameister 1975 und 1977 Waleri Limassow (* 1955), Apnoetaucherin und Weltrekordhalterin Natalja Moltschanowa (1962–2015), Chefin der Zentralbank Russlands Elwira Nabiullina (* 1963), Tennisspieler Andrei Tscherkassow (* 1970), Sängerin Semfira (* 1976) und der Formel-1-Rennfahrer Daniil Kwjat (* 1994).